# مقاطعة غارفيلد (أوكلاهوما)
مقاطعة غارفيلد (بالإنجليزية: Garfield County)‏ هي إحدى مقاطعات ولاية أوكلاهوما في الولايات المتحدة الأمريكية.